# Panagaeus bipustulatus
Panagaeus bipustulatus là một loài bọ cánh cứng thuộc họ Carabidae đặc hữu của châu Âu và Cận Đông. Ở châu Âu, Loài này có ở Áo, Belarus, Bỉ, Bosna và Hercegovina, Quần đảo Anh, Bulgaria, Cộng hòa Séc, mainland Đan Mạch, Estonia, Phần Lan, chính quốc Pháp, Đức, Hungary, chính quốc Ý, Kaliningrad, Latvia, Liechtenstein, Litva, Luxembourg, Moldova, Ba Lan, România, Nga, Slovakia, Slovenia, Chính quốc Tây Ban Nha, Thụy Điển, Thụy Sĩ, Hà Lan và Ukraina.

## Hình ảnh

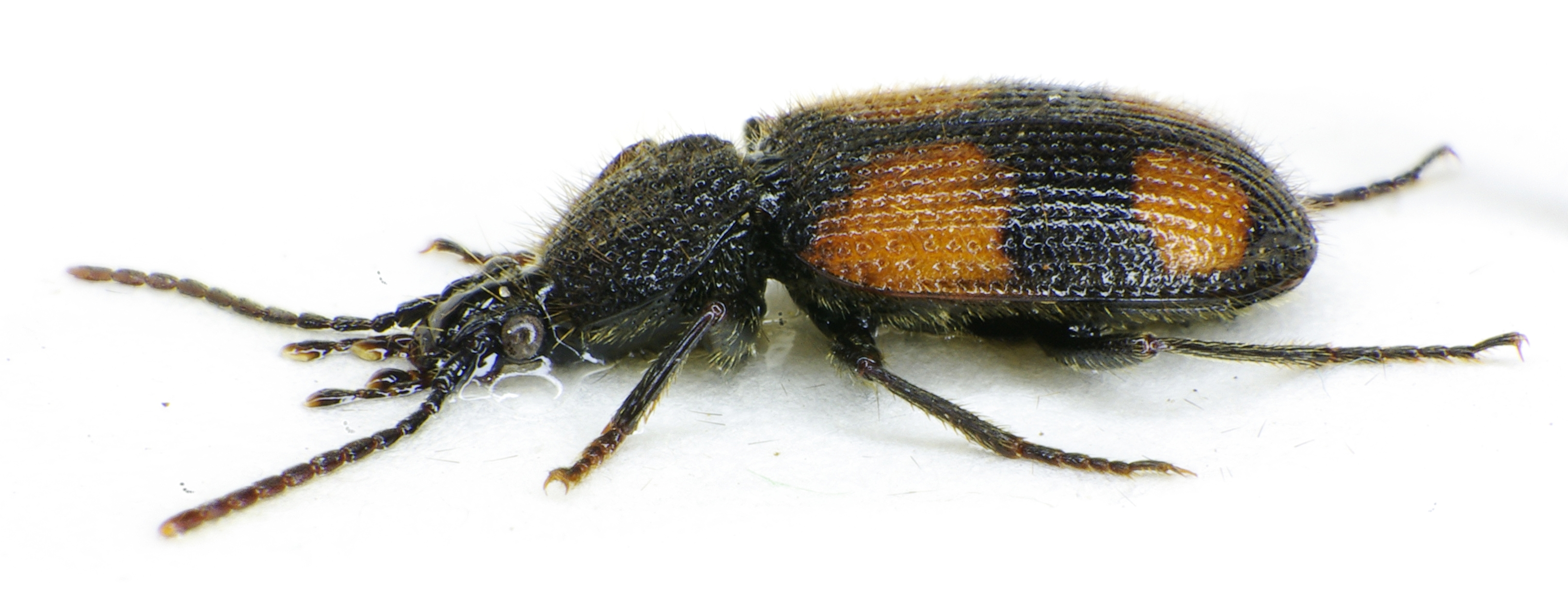
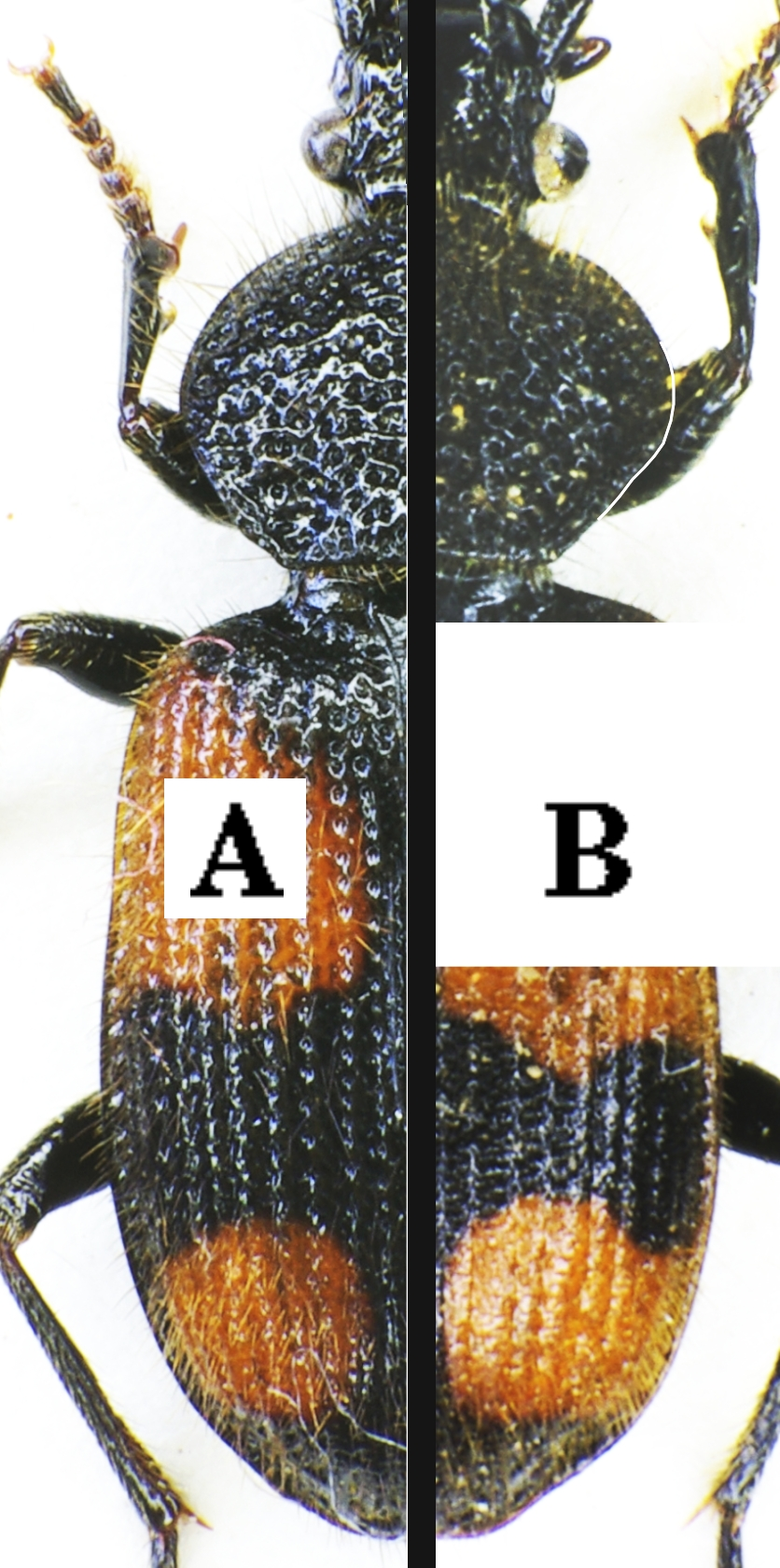
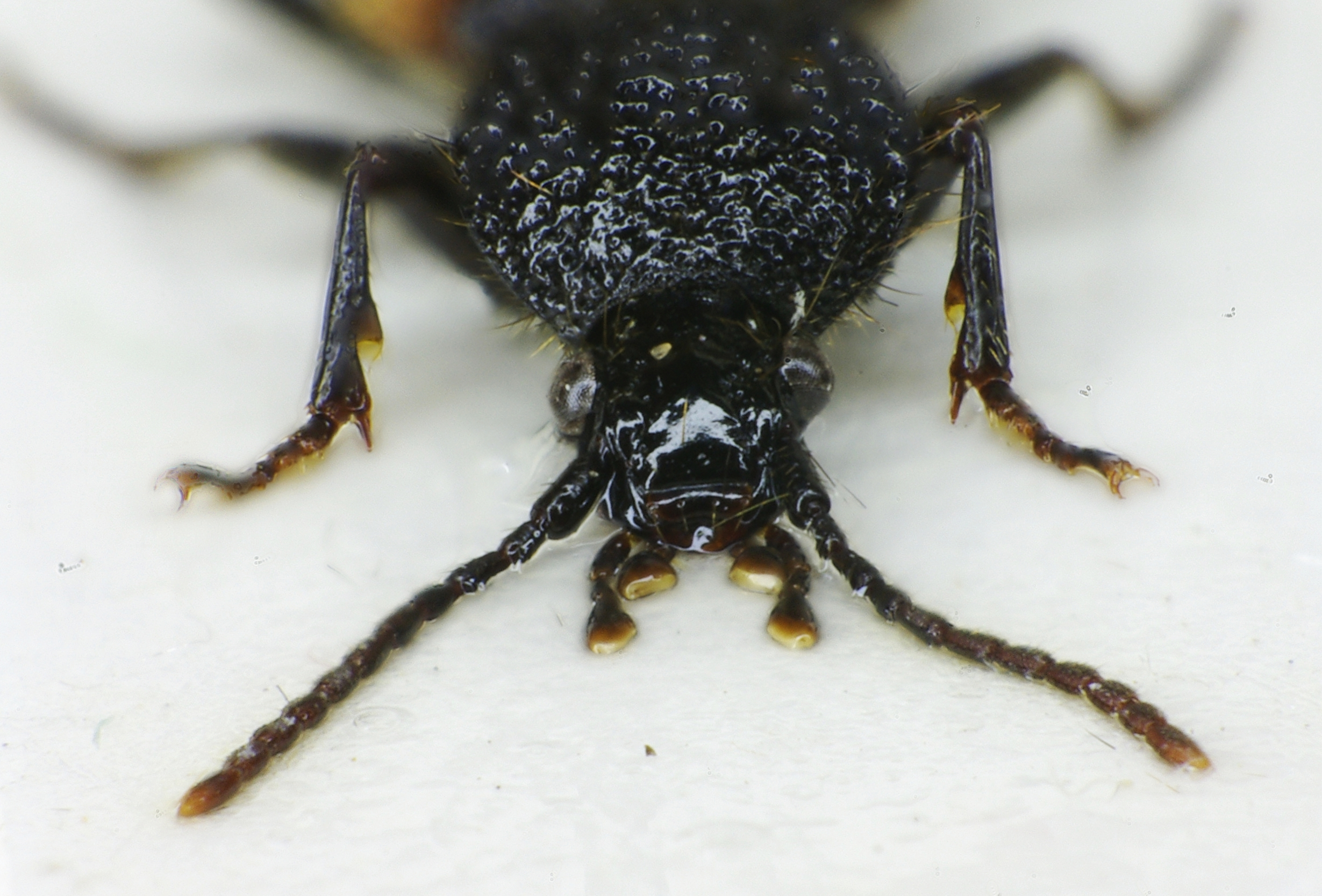
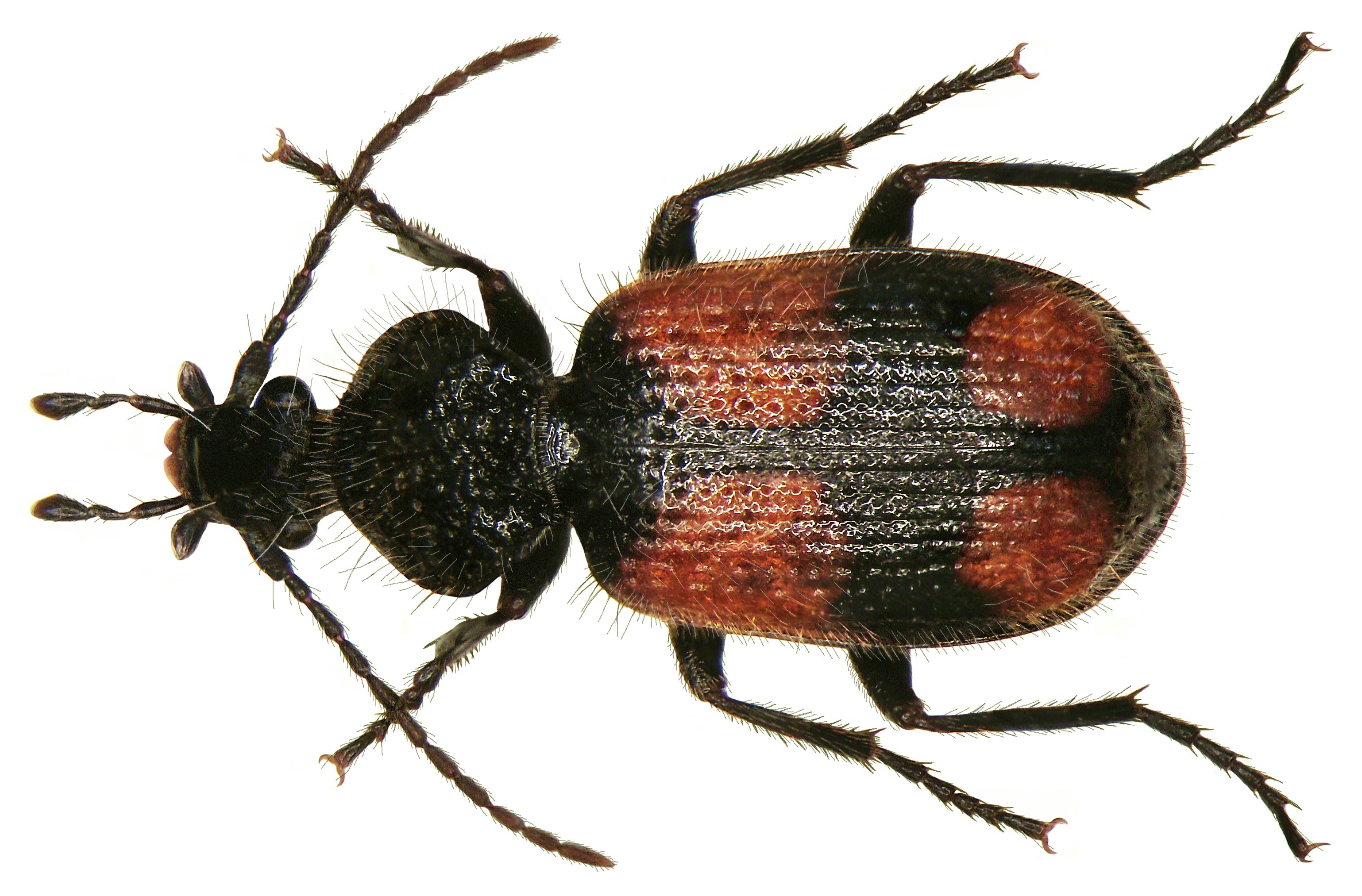